# Чурозеро (озеро, Мурманская область)
Чуро́зеро — озеро в Ловозерском районе Мурманской области, расположенное в восточной части Кольского полуострова.

## География
Расположено в 25 километрах к юго-западу от возвышенностей Кейвы в сильно заболоченной местности, окруженное невысокими сопками высотой 160—280 метров. Относится к бассейну Белого моря, связывается с которым через протоку в реку Элнйок (приток Поноя).
Из северной части озера вытекает полуторакилометровая протока, связывающая озеро с Элнйоком. С окрестных сопок в озеро стекает несколько небольших безымянных ручьёв. Площадь озера 13,2 км², 53-е по площади озеро Мурманской области. Имеет вытянутую с северо-запада на юго-восток форму длиной 8,3 километра и шириной от 140 метров в узкой юго-восточной части до 2,4 километра в средней части. В центральной части озера ближе к восточному берегу лежит относительно крупный пологий заболоченный остров длиной около километра. Питание озера в основном снеговое и дождевое.

## История
На озере в 1898 году побывала экспедиция Императорского Русского Географического Общества под руководством биолога и географа П. Б. Риппаса и подпоручика Корпуса военных топографов А. А. Носкова, проводящая топографическую съёмку речных систем области.
В Словаре Брокгауза и Ефрона озеро описывается как богатое рыбой, которую приходят ловить лопари, с пустынными и незаселёнными берегами.

## Топографические карты
- Лист карты Q-37-I,II Краснощелье. Масштаб: 1 : 200 000.